# 涡流扩散

涡流扩散的模擬，將黑色的流體元素在白色流體中的擴散

涡流扩散（Eddy diffusion）也稱為紊流擴散（turbulent diffusion）是流體力學中流體物質因為渦流運動而混合的過程。渦流是紊流下的結果，可以小到科莫微尺度，也可以大到像海洋環流。涡流扩散的理論最早是由傑弗里·泰勒所提出的。
在層流中的材料性质（鹽度、熱、濕度、氣溶膠）是因為分子的隨機運動所混合的。依照純亂數的觀點，高濃度區到低濃度區的分子通量會比反方向（低濃度區到高濃度區）的要多。隨著時間，這種下降梯度的流量會平衡流體中的濃度分佈。此現象稱為分子擴散，可以用扩散方程說明其數學概念。
紊流中混合流體的作用，除了分子擴散外，也包括渦流的攪拌（stirring）。這會使得不同位置，有不同濃度的流体质点，穿透到不同濃度的流體區域中。流體性質均一化的程度會比單純渦流攪拌的範圍大很多，此方法要比因個別分子運動而造成的混合要有效率。在大部份自然界的巨觀流場中，涡流扩散的強度要比分子擴散大幾個數量級。因此在研究紊流時常會省略分子擴散。
有關大氣或是更大尺度的涡流扩散，主要的問題是沒有從基礎物理產生的單一模型可以解釋所有重要的性質。依用途的不同，有二種研究的方式。依照梯度運輸理論，流體中一固定點的擴散通量會和局部濃度梯度成正比。此理論在本質上是歐拉（Eulerian）描述，描述在空氣中固定座標系統的流體性質。相對的，統計擴散理論會跟著流體粒子的運動，屬於拉格蘭日（Lagrangian）描述。此外，計算流體力學的分析也會依假設的粒子運動方式，分成連續運動理論以及不連續運動理論。
大氣建模者一般都會將大氣的混合視為「渦流」的扩散程序。依此研究方式，各壓力等級的扩散速度會用一個稱為涡流扩散係数（eddy diffusion coefficient）K來建模，涡流扩散係数有時也稱為渦流擴散率（eddy diffusivity），單位{\displaystyle m^{2}s^{-1}}。

## 發展史
涡流扩散的理論最早是發展於1910年代末期，由英國科學家傑弗里·泰勒、路易斯·弗萊·理查德森和奧地利的W. Schmidt所發展，是直接擴展分子擴散的經典理論。他們認為渦流的質量效果完全類似分子扩散的效果，唯一的差異只是數量級的差異。這個稱為是「梯度模型」，此一名稱是因為擴散通量和濃度的梯度成正比，就像分子扩散的情形。
後來1930年代時，由Graham Sutton為主的科學家進行研究，指出原始研究法的一些問題，也發現紊流流體的渦流結構和靜止流體的分子結構之間的差異超過一個數量級。
後續的數十年間，許多的研究都在實驗數據上證實了涡流扩散，包括大氣以及海洋/湖泊水體的研究，大部份的結果都和原始理論一致。特別是在紊流水體中異物擴散的實驗、湖泊中水的垂直結構以及大氣層的最底層結構都在實驗上證實 涡流扩散比分子擴散要強很多，大致上符合傑弗里·泰勒一開始提出的理論，不過仍存在原始梯度理論的反例。
目前的研究著重在涡流扩散對大氣以及海洋已知過程的影響。為了完整敘述這些過程，已經在原有理論的基礎上發展新的模型及理論。其中，這些研究包括了用涡流扩散機制解釋已知的過程，例如氣溶膠沉積、大氣層上層的內部重力波、南極繞極流中的深海涡流扩散及浮力，浮力是提供混合層表面的營養補給的動力來源。